# Blocco elettrico automatico a correnti codificate
Il blocco elettrico automatico a correnti codificate (acronimo BAcc) è un sistema di distanziamento dei treni a spazio attivo su alcune tratte ferroviarie italiane gestite da Rete Ferroviaria Italiana.

## Caratteristiche
La tecnologia del BAcc (originalmente basata su apparati elettromeccanici e poi via via integrata con sistemi elettronici) consente, tramite la ripetizione dei segnali nella cabina di guida di un treno, la circolazione in sicurezza a velocità superiori a quelle altrimenti possibili. Il sistema fornisce al macchinista l'informazione sull'aspetto dei segnali posti a valle della sezione percorsa dal treno, aumentando lo spazio di frenatura disponibile (e con esso quindi la velocità) e potendo comandare automaticamente la frenatura rapida del treno nei casi di rischio (ad es. mancato rispetto del segnale).
Tale sistema sfrutta la presenza di una tecnologia già esistente nel blocco automatico a correnti fisse, cioè i circuiti di binario. Normalmente questi servono solo per rilevare la presenza o meno di un treno in una determinata sezione di blocco. Nel BAcc questa corrente viene modulata con diverse frequenze (definite usualmente in termini di interruzioni al minuto), ove a ciascuna frequenza convenzionale (codice) viene associato un particolare aspetto dei segnali fissi (o un gruppo di aspetti con significati fra loro simili): in questo modo diventa possibile trasmettere lungo il binario determinate informazioni sotto forma di segnale elettrico, "ripetendo" con esso l'informazione che viene comunque prodotta visivamente dal segnale fisso posto a valle della sezione di blocco; tale segnale elettrico viene captato dai treni in corsa che siano debitamente attrezzati (tramite accoppiamento induttivo realizzato in prossimità del primo asse).

### Sicurezza della circolazione
Storicamente tale sistema fu elaborato solo per realizzare il trasferimento di informazioni tra diversi segnali di blocco a distanza di chilometri sfruttando il binario senza necessità di fili elettrici aggiuntivi; successivamente, nell'ottica di incrementare la sicurezza della circolazione e di ridurre l'incidenza degli errori umani, il sistema a correnti codificate fu adattato per fornire le stesse informazioni direttamente ai treni in corsa, lasciando al macchinista più tempo per poter recepire l'informazione. Grazie a tale "ripetizione" i sistemi di bordo della cabina di guida possono attuare una serie di contromisure che vanno dal semplice avviso ottico/acustico al macchinista fino all'innesco della frenatura rapida nel caso in cui il macchinista non agisca prontamente alla segnalazione entro 3 secondi. Tale tecnica risulta utile non solo ad azionare la frenatura d'emergenza nei casi di malore o disattenzione del macchinista, ma soprattutto a migliorare la sicurezza nelle situazioni di scarsa visibilità o comunque quando sussistono rischi di errata percezione visiva dei segnali fissi (nebbia, marcia ad alta velocità, curve strette, ecc.), nonché in tanti casi pratici ad anticipare la percezione del segnale da parte del conduttore di svariate centinaia di metri rispetto al segnale fisso, consentendo pertanto spazi di frenatura maggiori e quindi velocità di marcia più elevate.

## Correnti codificate
Su linee attrezzate con BAcc è possibile l'utilizzo delle correnti dei circuiti di binario per la trasmissione in cabina di guida dello stato delle sezioni di blocco e del segnalamento. Vengono impiegati normalmente due tipi di codifica: a 4 codici (codici base) e a 9 codici (sistema a più di 4 codici).
Di seguito i codici ed il relativo significato:
- AC: "ASSENZA CODICE"

Sul binario non è presente nessuna corrente. Si è in assenza codice superato un segnale a via impedita oppure in un tracciato deviato.
Versione semplice a 4 codici (50 Hz):
- 75: "ROSSO"

Il prossimo segnale è a via impedita o presenta il giallo/giallo o il rosso/giallo/giallo.
- 120: RV, "RIDUZIONE VELOCITÀ"

Il prossimo segnale è un segnale di protezione che dà via libera in deviata, ovvero rosso/giallo oppure rosso/verde. Questo codice predispone il tasto "PRE", da premere max 12" prima della protezione.
- 180: "GIALLO"

Il prossimo segnale è a via libera con avviso di via impedita oppure giallo lampeggiante.
- 270: "VERDE"

Il prossimo segnale è a via libera con avviso di via libera. Velocità massima 180 km/h.
Versione estesa a 9 codici (178 Hz):
- 120*: "100"

Il prossimo segnale è a via libera per una deviata percorribile ad una velocità massima di 100 km/h.
- 120**: "130"

Il prossimo segnale è a via libera per una deviata percorribile ad una velocità massima di 130 km/h (non ancora in uso).
- 180*: "150"

Il prossimo segnale è a via libera per una parte di tratta limitata per lavori alla velocità massima di 150 km/h.
- 270*: VM, "VERDE MEDIO"

Il prossimo segnale è a via libera con avviso di via libera. Velocità massima 230 km/h.
- 270**: SV, "SUPER VERDE"

Il prossimo segnale è a via libera con avviso di via libera. Velocità massima 250 km/h.